# Dirección General de Estrategia e Innovación de la Industria de Defensa
La Dirección General de Estrategia e Innovación de la Industria de Defensa (DIGEID) de España es el órgano directivo del Ministerio de Defensa, adscrito a la Secretaría de Estado de Defensa, al que le corresponde la planificación y desarrollo de la política industrial en el ámbito de la defensa, así como la correspondiente cooperación y representación internacional, y el apoyo institucional a la internacionalización de la industria de defensa española y a la exportación, el control del comercio exterior de armamento y material, de las transferencias de tecnología a terceros países y de los activos tanto materiales como inmateriales derivados de la política industrial y de innovación del Departamento.
A estos efectos, dependen funcionalmente de esta dirección general los órganos competentes en las citadas materias de las Fuerzas Armadas y de los organismos autónomos del Departamento.

## Historia
Este órgano directivo se creó por Real Decreto 896/2024, de 10 de septiembre, que justificó la necesidad ante la creciente participación de España en instituciones internacionales de carácter industrial y militar, y la consecuente necesidad de aumentar la competitividad de la industria nacional.
Se trata de un órgano de nueva creación en el Departamento, que asumió las competencias sobre relaciones internacionales, apoyo a la industria e impulso tecnológico que hasta entonces ejercía la Dirección General de Armamento y Material. Se estructuró mediante tres subdirecciones generales: de Planificación, Tecnología e Innovación, de Estrategia Industrial de la Defensa y de Gestión e Internacionalización de la Industria de Defensa.

## Estructura
La Dirección General se estructura mediante tres subdirecciones generales.
- La Subdirección General de Planificación, Tecnología e Innovación, a la que le corresponde planificar y programar las políticas de armamento y material y de investigación, desarrollo e innovación del Departamento, y controlar su ejecución; así como proponer y dirigir los planes y programas de investigación y desarrollo de sistemas de armas y equipos de interés para la defensa nacional, en coordinación con los organismos nacionales e internacionales competentes en este ámbito y controlar los activos inmateriales derivados de aquellos, que se hayan obtenido, total o parcialmente, con fondos públicos del Ministerio de Defensa, mediante la creación y mantenimiento de los oportunos registros de activos.
- La Subdirección General de Estrategia Industrial de la Defensa, a la que le corresponde impulsar el apoyo institucional a la internacionalización de la industria española de defensa, coordinar la promoción internacional de la enajenación de bienes muebles y productos de defensa y, en coordinación con la Dirección General de Política de Defensa, dirigir las actuaciones de los agregados y consejeros de Defensa; ejercer las competencias que se le atribuyan para negociar y gestionar la cooperación industrial; proponer la política industrial de la Defensa, coordinando su actuación con otros organismos; y controlar los activos materiales derivados de esa política que se hayan obtenido, total o parcialmente, con fondos públicos del Ministerio de Defensa, mediante la creación y mantenimiento de los oportunos registros de activos.
- La Subdirección General de Gestión e Internacionalización de la Industria de Defensa, a la que le corresponde impulsar, en coordinación con la Dirección General de Política de Defensa, la cooperación internacional en los ámbitos bilateral y multilateral, así como ejercer la representación nacional en los foros industriales y de armamento de dichas organizaciones; ejercer las competencias atribuidas en relación con el control del comercio exterior de material de defensa y de productos y tecnologías de doble uso; apoyar la exportación de productos y tecnologías de Defensa y de doble uso; controlar las transferencias de tecnología nacional a terceros países, así como la obtenida de programas, acuerdos o convenios internacionales; y ejercer la gestión de las inversiones extranjeras en España relacionadas con la Defensa.

## Titular
Desde el 17 de septiembre de 2024, el director general es el teniente general Miguel Ivorra Ruiz, que anteriormente se desempeñó como director del Gabinete Técnico de la Secretaría de Estado de Defensa (2020-2024).